# 2010 RM45
2010 RM45, também escrito como 2010 RM45, é um corpo celeste que é classificado como um centauro, numa classificação estendida de centauros. Ele possui uma magnitude absoluta de 6,5 e tem um diâmetro estimado de cerca de 221 km. O astrônomo Mike Brown lista este corpo celeste em sua página na internet como um candidato a possível planeta anão.

## Descoberta
2010 RM45 foi descoberto no dia 5 de setembro de 2010 pelos astrônomos D. L. Rabinowitz, M. Schwamb e S. Tourtellotte.

## Órbita
A órbita de 2010 RM45 tem uma excentricidade de 0,567 e possui um semieixo maior de 60,951 UA. O seu periélio leva o mesmo a uma distância de 26,419 UA em relação ao Sol e seu afélio a 95,483 UA.